# Брати (фільм, 2022)
«Брати» (англ. Bros) — американська романтична комедія 2022 року, режисера Ніколаса Столлера, сценарій до фільму Столлер написав у співавторстві з Біллі Айхнером. Виробництво студії «Universal Pictures» з бюджетом у 22 мільйони доларів, одна з перших гей-романтичних комедій великої студії, де головний акторський склад — ЛГБТК+ персони.
Світова прем’єра відбулася на Міжнародному кінофестивалі в Торонто 9 вересня 2022 року. Компанія «Universal» витратила від 30 до 40 мільйонів доларів на маркетинг фільму та випустила його в комерційний прокат у кінотеатрах США 30 вересня 2022 року. Фільм отримав загалом позитивні відгуки від критиків, зібравши 14,8 мільйонів доларів у всьому світі при бюджеті виробництва у 22 мільйони доларів.

## Сюжет
Нью-йоркський ведучий подкасту та радіошоу «The Eleventh Brick at Stonewall», Боббі Лібер пишається тим, що він неодружений, відвідує церемонію нагородження ЛГБТК-спільноти, де отримує нагороду як «Найкращий білий цисгендерний гей». Боббі оголошує, що прийняв посаду куратора майбутнього нового національного музею історії ЛГБТК+ на Мангеттені.
Боббі приєднується до свого друга Генрі в нічному клубі, де саме запускається новий додаток для знайомств геїв, й помічає Аарона Шепарда, якого Генрі описує як гарячого, але «нудного». Аарон та Боббі фліртують, але Аарон не зацікавлений у стосунках з Боббі. Через кілька днів вони проводять час разом. Під час побачення в кіно Аарон зустрічає колишнього друга по хокейній команді Джоша та його наречену. Боббі та Аарон не знають, що робити далі зі стосунками; Боббі вважає, що Аарон поводиться занадто прямолінійно, натомість Аарон стверджує, що Боббі занадто агресивний і що його вплив у гей-спільноті насторожує. Пізніше Аарон дізнається, що Джош розірвав заручини та заявив, що він гей.
Після деякого часу розлуки Аарон зізнається Боббі, що його мрія — бути майстром шоколаду, але він думав, що це нездійсненно, та ніколи не реалізовував її. Боббі запрошує Аарона в поїздку до Провінстауна, де він просить ексцентричного мільйонера зробити пожертву для музею, що переживає труднощі. Спершу Боббі не вразив мільйонера, але Аарон допомагає йому скорегувати свою позицію, й вони отримують пожертву в розмірі 5 мільйонів доларів. Боббі вражений Аароном, вони романтично зближуються, та Боббі відкривається, йому доводиться пом’якшувати свою яскраву поведінку, щоб іншим було комфортно.
Боббі та Аарон зустрічаються кілька місяців, Аарон приєднується до кола друзів Боббі. На різдвяну вечірку приходить Джош, й Аарон запитує Боббі, чи можна їм влаштувати секс утрьох. Боббі погоджується, але пізніше відмовляється від своїх бажань, помітивши зв’язок між Аароном та Джошем. Коли сім’я Аарона приїжджає до міста з візитом, надмірна та відверта поведінка Боббі спричиняє розрив між двома чоловіками. Тим часом люди погрожують бойкотувати музей та відкликати пожертви на виставку, створену Боббі, яка розповідає про те, що Авраам Лінкольн був геєм.
Через деякий час Боббі повертається до роботи та мириться зі своїми колегами через свій страх зриву виставки. Усі інші визнають, що у них також є власні проблеми щодо таких питань, як їхня сексуальна ідентичність, та погоджуються йти на компроміс щодо експонатів, які будуть представлені. Тим часом Аарон звільняється з роботи та здійснює свою дитячу мрію — стає майстром виготовлення шоколадних цукерок, сказавши Боббі, що всі виручені кошти підуть до музею.
У вечір відкриття музею збирається великий натовп. Боббі сумує за Аароном та після розмови зі своєю подругою Тіною вирішує написати йому повідомлення. Аарон отримує повідомлення, його брат заохочує його піти до людини, яку він любить, тож Аарон приходить саме тоді, коли Боббі починає свою промову. Побачивши Аарона — починає співати пісню, яку написав про їхні стосунки, натхненну музикою Гарта Брукса, улюбленого співака Аарона. Коли пісня закінчується, Боббі та Аарон цілуються під оплески натовпу.
Через три місяці мати Аарона приводить свій другий клас до музею, а Боббі та Аарон все ще зустрічаються.

## В ролях

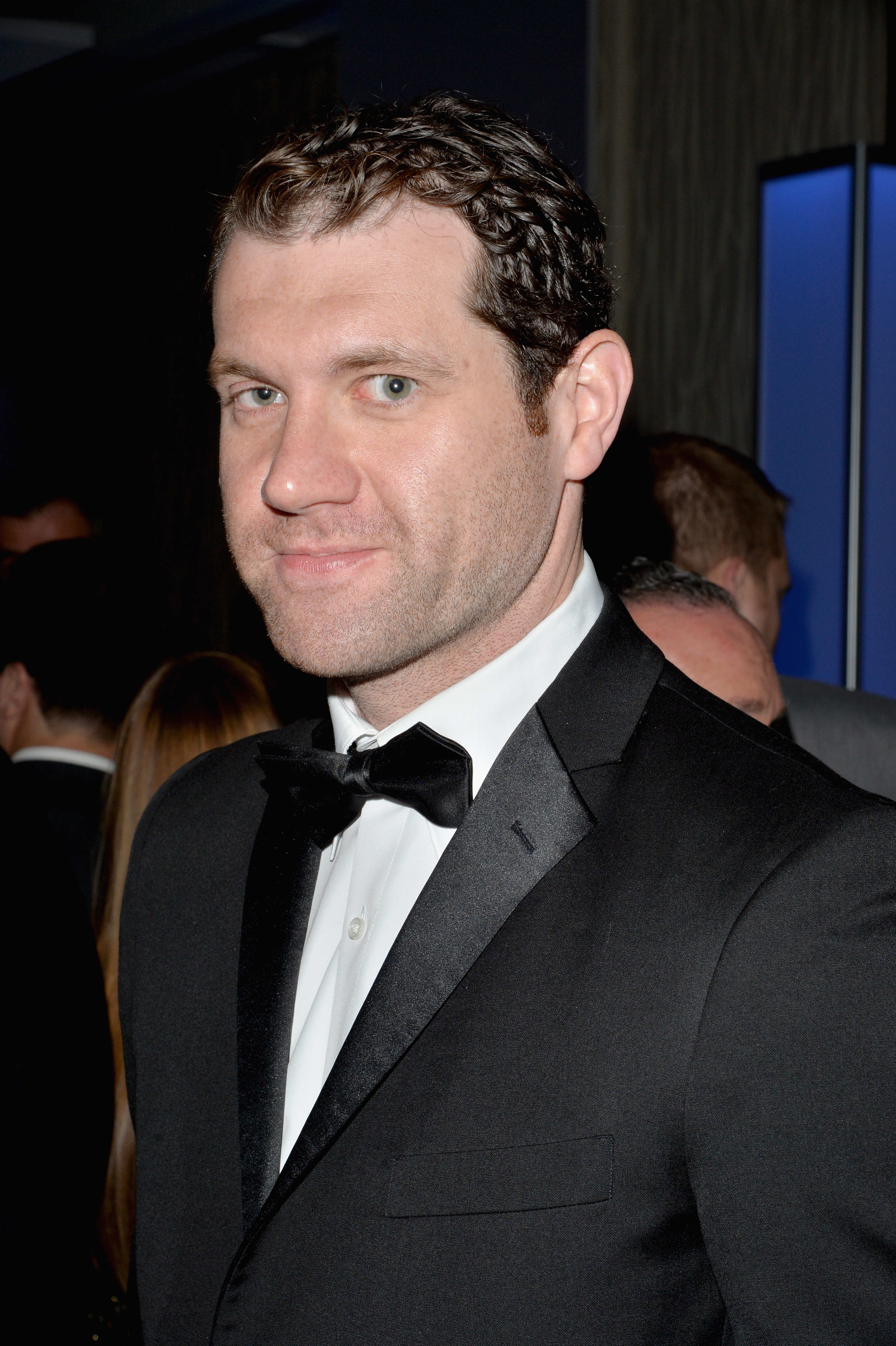
Біллі Айхнер, сценарист та актор

- Біллі Айхнер[en] — Боббі Лібер
- Люк Макфарлейн[en] — Аарон Шепард
- Гай Бранум — Генрі
- Міс Лоуренс — Ванда
- Ts Madison — Анжела
- Дот Джонс — Черрі
- Джим Раш — Роберт
- Єва Ліндлі — Тамара
- Моніка Реймунд — Тіна
- Гільєрмо Діас — Едгар
- Джай Родрігес — Джейсон Шепард
- Аманда Бірс — Енн Шепард
- Дебра Мессінг — камео[6]
- Пітер Кім — Пітер
- Джастін Ковінгтон — Пол
- Сімона — Марті
- Раян Фосетт — Джош
- Бекка Блеквелл — Лукас
- D'Lo — Том
- Гарві Фірштейн — Льюїс
- Боуен Ян — Лоуренс Грейп
- Брок Чіарлеллі — Стів
- Кенан Томпсон — Джеймс Болдвін
- Емі Шумер — Елеонора Рузвельт
- Крістін Ченовет — камео[6]
- Бен Стиллер — камео (в титрах не вказаний)
- Сет Маєрс — Гарві Мілк (в титрах не вказаний)

## Виробництво
5 лютого 2019 року було оголошено, що Біллі Айхнер стане сценаристом, виконавчим продюсером та зіграє головну роль у романтично-комедійному повнометражному фільмі, режисером та сценаристом якого стане Нік Столлер. Зйомки розпочалися 7 червня 2021 року в Баффало, Нью-Йорк, і Провінстауні, Массачусетс. Згодом зйомки перенесли на Мангеттен центр Кранфорда, Нью-Джерсі. Раніше Столлер був режисером Ейхнера у фільмі «Сусіди 2», який отримав схвальні відгуки за зображення гей-стосунків і позитивну підтримку гетеросексуальних цисгендерних друзів-чоловіків порівняно з багатьма комедіями, які викликали гей-паніку замість сміху.
Більшу частину акторського складу було представлено 23 та 30 вересня 2021 року. Боуен Ян та Гарві Фірштейн приєдналися до акторського складу 4 листопада 2021 року. Беніто Скіннер також приєднався до акторського складу, хоча й роль його персонажу вилучили з фінальної версії фільму. 
Дебра Мессінг і Крістін Ченовет також в акторському складі, але їх ролям відведено менше уваги, граючи самих себе. Столлер називає їх «союзниками» спільноти.

## Реліз
Світова прем’єра «Брати» відбулася на Міжнародному кінофестивалі в Торонто 9 вересня 2022 року, 30 вересня 2022 року фільм вийшов у прокат в кінотеатрах США. Перед комерційним випуском фільм отримав гомофобні рецензії від користувачів на IMDb.
Фільм «Брати» вийшов на PVOD 18 жовтня 2022 року та на Blu-ray і DVD 22 листопада 2022 року. Незважаючи на провал у театральному прокаті, фільм отримав помірний успіх у прокаті PVOD; фільм отримав 2 місце у Vudu (розраховується за доходом) і 3 місце в iTunes і Google Play (за транзакціями). Том Брюггеманн з IndieWire назвав це «досить непоганим показником для студійного релізу, який так погано пройшов у кінотеатрах».

## Касові збори
Фільм «Брати» зібрав 11,6 мільйона доларів у США та Канаді та 3,2 мільйона доларів на інших територіях, а загальний збір у всьому світі склав 14,8 мільйонів доларів. 
У Сполучених Штатах та Канаді «Брати» вийшли разом із стрічкою «Усміхайся», й спочатку передбачалося, що фільм заробить 8–10 мільйонів доларів у 3300 кінотеатрах у перші вихідні. Після заробітку 1,8 мільйона доларів у перший день виходу, включаючи 500 000 доларів після попереднього перегляду, прогнози були переглянуті до 4–5 мільйонів доларів. Фільм дебютував зайнявши п’яте місце в прокаті. 10 найкращих кінотеатрів за переглядами фільму були в Нью-Йорку, Сан-Франциско та Лос-Анджелесі, тоді як у більшій частині центральної частини країни та на півдні фільм не мав значного касового збору. Опитана CinemaScore аудиторія першого вихідного дня поставила фільму середню оцінку «А» за шкалою від A+ до F, а представники PostTrak дали загальну позитивну оцінку фільму на 80%, 69% відповіли, що однозначно рекомендують його. Фільм впав на 55,5% до 2,2 мільйона доларів у другий вікенд, фінішувавши на восьмому місці.
Айхнер висловив розчарування касовими зборами фільму, сказавши, що «гетеро люди, в деяких частинах країни, просто не прийшли на фільм». Зак Шарф та Вільям Ерл з Variety заперечували в аналізі, що інші фактори сприяли поганим касовим зборам фільму, заявивши, що «вина провалу фільму лежить не лише на гетеросексуальних людях», «більшість ЛГБТК+ спільноти також не прийшли на перегляд фільму до кінотеатрів». Хоча рецезенти вважали гомофобію вірогідним фактором, вони також відзначили інші фактори, такі як відсутність інтересу до матеріалу, відсутність зіркового складу, маркетингові, що зосереджується на репрезентації, а не на гуморі, час випуску, конкуренція з боку очікуваних потокових випусків таких як «Білявка» та «Фокус-покус 2» (всі три фільми вийшли одночасно), і можливе згасання інтересу глядачів до фільмів Апатова. Також було відзначено що на перегляд фільму приходило білше жінок, ніж прогнозувалось критиками.
Ці фактори були відображені в аналогічному аналізі Річарда Ньюбі з The Hollywood Reporter і Скотта Мендельсона з Forbes. Ньюбі зазначив, що тактика Айхнера, намагатися присоромити гетеросексуальних глядачів через Твіттер, щоб вони переглянули фільм, не віщувала нічого хорошого потенційним глядачам.
Після виходу фільму Айхнер запостив твіт, щоб відбити критику з боку людей, які раділи поганим касовим зборам фільму, пообіцявши щодня писати в Твіттері про фільм.

## Критика
На веб-сайті Rotten Tomatoes рейтинг схвалення фільму становить 89% на основі 221 огляду із середнім рейтингом 7,6/10. Консенсус критиків сайту: ««Брати» знаменує собою значний крок вперед у представленні ром-ком – і, що не менш важливо, цей фільм дуже веселий в перегляді». На Metacritic фільм отримав середню оцінку 72 зі 100 на основі 46 критиків, що вказує на «загалом схвальні відгуки».

## Номінації
| Нагорода                                 | Дата церемонії    | Категорія                                                                            | Одержувач(и)                                     | Результат | Прим.  |
| ---------------------------------------- | ----------------- | ------------------------------------------------------------------------------------ | ------------------------------------------------ | --------- | ------ |
| Hollywood Music in Media Awards          | 16 листопада 2022 | Найкраща оригінальна пісня в художньому фільмі                                       | Біллі Айхнер та Марк Шайман («Love is Not Love») | Номінація | [ 37 ] |
| Hollywood Music in Media Awards          | 16 листопада 2022 | Пісня – Виконання на екрані (фільм)                                                  | Біллі Айхнер («Love is Not Love»)                | Перемога  | [ 37 ] |
| Hollywood Music in Media Awards          | 16 листопада 2022 | Кращий музичний супровід — фільм                                                     | Роб Лоурі                                        | Номінація | [ 37 ] |
| Critics' Choice Movie Awards             | 15 січня 2023     | Краща комедія                                                                        | «Брати»                                          | Номінація | [ 38 ] |
| Set Decorators Society of America Awards | 14 лютого 2023    | Найкраще досягнення в декорі/дизайні комедійного чи музичного повнометражного фільму | Нікі Річі та Ліза Майерс                         | Номінація | [ 39 ] |
| Hollywood Critics Association Awards     | 24 лютого 2023    | Краща комедія або мюзикл                                                             | «Брати»                                          | Номінація | [ 40 ] |
| GLAAD Media Awards                       | 30 березня 2023   | Видатний фільм – широкий прокат                                                      | «Брати»                                          | Перемога  | [ 41 ] |